# Mustapha Hadji
Mustapha Hadji (ara. مصطفى حجي) (Ifrane Atlas-Saghir, Maroko, 16. studenog 1971.) je marokanski nogometni trener te bivši nogometaš i nacionalni reprezentativac.
Nogometni ekspert Ed Dove uvrstio ga je u svoju listu 50 najvećih afričkih nogometaša svih vremena.

## Karijera

### Klupska karijera
Hadji je rođen u marokanskom mjestu Ifrane Atlas-Saghir ali se s obitelji u dobi od deset godina preselio u Francusku gdje je započeo nogometnu karijeru. Prvi klub bio mu je Nancy gdje se najprije razvijao kao junior da bi kasnije prešao u seniorsku momčad. Nakon pet godina igranja za klub, Hadji 1996. prelazi u lisabonski Sporting za koji je igrao jednu sezonu.
Poslije je igrao za španjolski Deportivo dok je nogometni ugled stekao u Coventry Cityju. Ondje je na poziciji polušpice zabijao mnogo golova dok su navijači kluba u čast njemu i sunarodnjaku Youssefu Chippu počeli nositi fez.
Ispadanjem Coventry Cityja u niži rang 2001., Hadji prelazi u redove rivala Aston Ville kojem je u protekloj sezoni zabio tri puta. Međutim, u novom klubu je igrao premalo tako da je u tri sezone uspio zabiti svega dva prvenstvena pogotka (protiv Southamptona i Evertona). Zbog toga kao slobodni igrač odlazi u Espanyol za koji je nastupao do lipnja 2004.
Nakon karijere u Europi, Marokanac odlazi u emiratski Al-Ain da bi se vratio nakon jedne sezone potpisavši dvogodišnji ugovor s njemačkim drugoligašem Saarbrückenom. Za novi klub debitirao je 4. kolovoza 2005. u susretu protiv Bochuma. Istekom ugovora, Mustapha Hadji u kolovozu 2007. prelazi u redove luksemburške Fole Esch. Ondje je i završio igračku karijeru u srpnju 2010.

### Reprezentativna karijera
Hadji je za Maroko debitirao 1993. te je s reprezentacijom nastupio na Svjetskom prvenstvu 1994. u SAD-u gdje je odigrao sve tri utakmice skupine. Nakon impresivnog nastupa na Svjetskom prvenstvu 1998. u Francuskoj, Mustapha Hadji si je osigurao nagradu za najboljeg igrača Afrike koju dodjeljuje CAF.
Također, Hadji je s reprezentacijom igrao i na dva kontinentalna Afrička Kupa nacija (1998. i 2000.).

### Trenerska karijera
Trenersku karijeru Hadji je započeo 2012. godine kao asistent Bertrandu Marchandu u katarskom Umm Salalu. Cijelo trenersko osoblje otpušteno je 2014. nakon što je klub sezonu završio na petom mjestu te se nije uspio kvalificirati u azijsku Ligu prvaka.
Nakon toga imenovan je za asistenta Badou Ezzakiju u marokanskoj reprezentaciji za predstojeći Afrički Kup nacija 2015.

## Osvojeni trofeji

### Klupski trofeji
| Klub                       | Trofej                          | Sezona / godina |
| Engleska                   | Engleska                        | Engleska        |
| -------------------------- | ------------------------------- | --------------- |
| Aston Villa                | Intertoto kup                   | 2001.           |
| Ujedinjeni Arapski Emirati |                                 |                 |
| Al-Ain                     | UAE Arapsko zaljevsko prvenstvo | 2004./05.       |

### Individualni trofeji
| Trofej                   | Godina |
| ------------------------ | ------ |
| Afrički nogometaš godine | 1998.  |